# یانگ شو چان

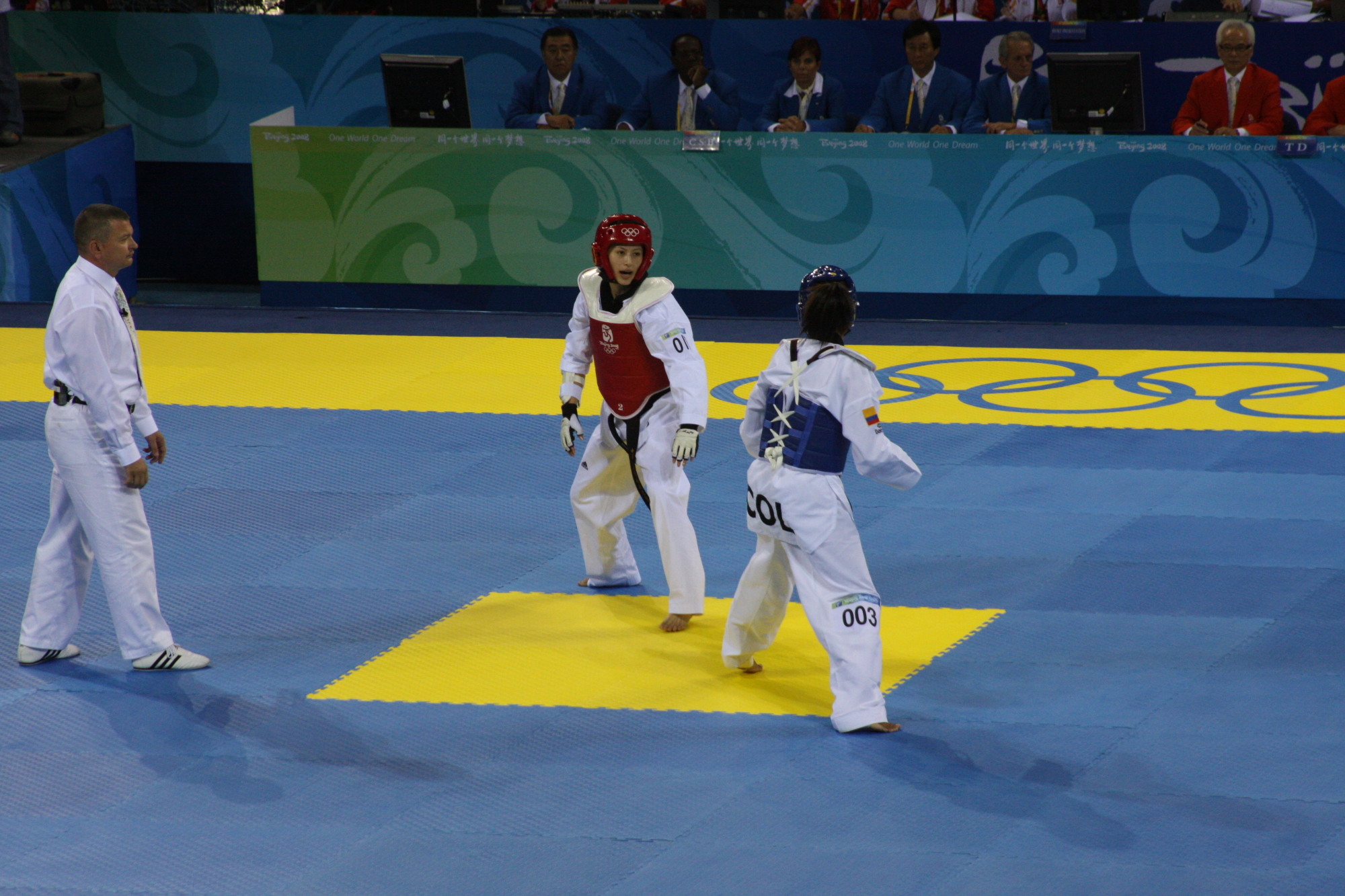
المپیک تابستانی ۲۰۰۸ تکواندو - گلدیس مورا (کلمبیا، آبی) در برابر یانگ شو چون (تایپه، قرمز)

یانگ شو چان یا جودی یانگ (انگلیسی: Yang Shu-chun or Judy Yang؛ متولد ۲۶ اکتبر ۱۹۸۵ در یینگ، شهرستان تایپه، اکنون شهر جدید تایپه) یک ورزشکار تکواندوی زن تایوانی است. او در مسابقات تکواندو قهرمانی آسیا در سال ۲۰۰۸، در دسته مگس‌وزن زنان (زیر ۵۱ کیلوگرم) برنده مدال طلا شد.
در بازی‌های آسیایی ۲۰۱۰ در گوانگژو، چین در ۱۷ نوامبر ، او در پایان دور اول در حالی که ۹–۰ از حریف ویتنامی خود وو تی هاو پیش بود، به صورت بحث‌برانگیزی رد صلاحیت شد. گفته می‌شود سنسورهای الکترونیکی «غیر مجاز» قبل یا هنگام مسابقه در جوراب‌های وی پیدا شده‌است. تجهیزات یانگ بازرسی قبل از بازی را پشت سر گذاشته بودند. پس از رد صلاحیت، یانگ با چشمانی پر از اشک به قضاوت اعتراض کرد و حاضر به ترک تشک نشد. رد صلاحیت یانگ با واکنش خشمگینانه رسانه‌ها و هواداران در تایوان روبرو شد. در دسامبر ۲۰۱۰، یانگ توسط فدراسیون جهانی تکواندو (WTF) از شرکت در مسابقات بین‌المللی تکواندو به مدت سه ماه محروم شد، مربی وی لیو تسونگ-تا به مدت ۲۰ ماه تعلیق شد و فدراسیون تکواندو چین تایپه ۵۰ هزار دلار جریمه شد. شورای امور ورزشی تایوان در دادگاه حکمیت ورزش مستقر در لوزان، درخواست تجدید نظر ارائه داد.
پس از محرومیت، در ماه مه ۲۰۱۱، یانگ در مسابقات قهرمانی تکواندو جهان ۲۰۱۱ که در گیونگجو، کره جنوبی برگزار شد، شرکت کرد و در وزن ۴۹- کیلوگرم پس از شکست در برابر وو جینگیو از چین با نتیجه ۲–۶ در بازی نهایی به مدال نقره دست یافت.
در ژوئیه ۲۰۱۱، یانگ درخواست تجدید نظر در مورد رد صلاحیت خود را پس گرفت.
در المپیک ۲۰۱۲ لندن، یانگ در یک چهارم نهایی مغلوب چاناتیپ سونکهام از تایلند شد.